# Kirsebergs församling
Kirsebergs församling var en församling i Malmö Norra kontrakt i Lunds stift. Församlingen låg i Malmö kommun i Skåne län och utgjorde ett eget pastorat. Församlingen uppgick 2014 i Malmö S:t Petri församling med en mindre del till Husie församling.

## Administrativ historik
Församlingen bildades 1949 genom utbrytning ur Malmö Sankt Pauli församling och Malmö Karoli församling och utgjorde därefter till 2014 ett eget pastorat. Församlingen uppgick 2014 i Malmö S:t Petri församling med en mindre del med kyrkan till Husie församling.

## Series Pastorum
C. 2010- Per Håkansson

## Organister
| Ämbetstid | Namn                   | Levnadstid | Övrigt |
| --------- | ---------------------- | ---------- | ------ |
| 1963–     | Knut Torsten Bengtsson | 1918–      | [ 4 ]  |

## Kyrkor
- Kirsebergs kyrka